# Rüte
Rüte (schweizertyska: Rüüti) var ett distrikt i kantonen Appenzell Innerrhoden i Schweiz. Distriktet slogs den 1 maj 2022 samman med Schwende till det nya distriktet Schwende-Rüte.
I Appenzell Innerrhoden har distrikten samma funktion som kommunerna har i övriga kantoner, därför var inte Rüte indelat i kommuner.
Till distriktet hörde orterna Brülisau, Eggerstanden, Steinegg (huvudort), hälften av orten Weissbad och en del av orten Appenzell.